# Ronde van Gabon 2013
De 8e editie van de Ronde van Gabon was een wielerwedstrijd met de start op 14 januari 2014 vanuit Bitam naar de finish op 20 januari 2014 in Libreville. De ronde maakte deel uit van de UCI Africa Tour 2013, in de wedstrijdcategorie 2.1. . De titelverdediger was de Fransman Anthony Charteau. Dit jaar won zijn ploeg- en landgenoot Yohann Gène.

## Deelnemende ploegen
| WorldTour     | ProContinentaal | Continentaal                         | Nationale selectie |
| ------------- | --------------- | ------------------------------------ | ------------------ |
| Lampre-Merida | Team Europcar   | Groupement Sportif Pétrolier Algérie | Gabon              |
| Lotto-Belisol | MTN-Qhubeka     |                                      | Burkina Faso       |
|               | Cofidis         |                                      | Kameroen           |
|               |                 |                                      | Ivoorkust          |
|               |                 |                                      | Ethiopië           |
|               |                 |                                      | Eritrea            |
|               |                 |                                      | Marokko            |
|               |                 |                                      | Kenia              |

## Etappe-overzicht
| etappe | datum      | start     | finish     | afstand  | winnaar           | klassementsleider |
| ------ | ---------- | --------- | ---------- | -------- | ----------------- | ----------------- |
| 1e     | 14 januari | Bitam     | Ebolowa    | 149,2 km | Fréderique Robert | Fréderique Robert |
| 2e     | 15 januari | Yaoundé   | Yaoundé    | 107,4 km | Andrea Palini     | Andrea Palini     |
| 3e     | 16 januari | Oyem      | Bitam      | 110 km   | Gert Dockx        | Andrea Palini     |
| 4e     | 17 januari | Oyem      | Mitzic     | 109 km   | Adrien Petit      | Andrea Palini     |
| 5e     | 18 januari | Lambaréné | Mouila     | 190,4 km | Fréderique Robert | Andrea Palini     |
| 6e     | 19 januari | Lambaréné | Kango      | 147,5 km | Yohann Gène       | Yohann Gène       |
| 7e     | 20 januari | Owendo    | Libreville | 126,1 km | Gert Dockx        | Yohann Gène       |

## Eindklassementen
| Plaats    | Naam             | Ploeg         | Tijd      |
| --------- | ---------------- | ------------- | --------- |
| Gele trui | Yohann Gène      | Team Europcar | 21u53'32" |
| 2         | Soufiane Haddi   | Marokko       | +8"       |
| 3         | Gaëtan Bille     | Lotto-Belisol | +14"      |
| 4         | Songezo Jim      | MTN-Qhubeka   | +54"      |
| 5         | Tsgabu Grmay     | MTN-Qhubeka   | +1'25"    |
| 6         | Azzedine Lagab   | GSP Algérie   | +1'30"    |
| 7         | Isiaka Cisse     | Ivoorkust     | +1'31"    |
| 8         | Romain Zingle    | Cofidis       | +1'50"    |
| 9         | Meron Teshome    | Eritrea       | +2'01"    |
| 10        | Louis Meintjes   | MTN-Qhubeka   | +2'21"    |
|           |                  |               |           |
| 59        | Dirk Bellemakers | Lotto-Belisol | +18'22"   |

| Plaats    | Naam              | Ploeg         | Punten |
| --------- | ----------------- | ------------- | ------ |
| Roze trui | Yohann Gène       | Team Europcar | 158    |
| 2         | Andrea Palini     | Lampre-Merida | 149    |
| 3         | Adrien Petit      | Cofidis       | 127    |
|           |                   |               |        |
| 5         | Fréderique Robert | Lotto-Belisol | 94     |
| 24        | Dirk Bellemakers  | Lotto-Belisol | 20     |

| Plaats      | Naam              | Ploeg         | Punten |
| ----------- | ----------------- | ------------- | ------ |
| Groene trui | Merhawi Kudus     | Eritrea       | 23     |
| 2           | Abdelmalek Madani | GSP Algérie   | 18     |
| 3           | Azzedine Lagab    | GSP Algérie   | 14     |
|             |                   |               |        |
| 6           | Maarten Neyens    | Lotto-Belisol | 10     |

| Plaats     | Naam           | Ploeg       | Tijd      |
| ---------- | -------------- | ----------- | --------- |
| Witte trui | Soufiane Haddi | Marokko     | 21u53'40" |
| 2          | Songezo Jim    | MTN-Qhubeka | +46"      |
| 3          | Tsgabu Grmay   | MTN-Qhubeka | +1'17"    |

2006 · 2007 · 2008 · 2009 · 2010 · 2011 · 2012 · 2013 · 2014 · 2015 · 2016 · 2017 · 2018 · 2019 · 2020 · 2023